# فانيسا ديموبولوس
كريستال فانيسا ديموبولوس (بالإنجليزية: Crystal Vanessa Demopoulos؛ مواليد 22 سبتمبر 1988) هي مُقاتلة فنون قتالية مختلطة أمريكي.

## وصلات خارجية
- فانيسا ديموبولوس على موقع يو إف سي (الإنجليزية)
- فانيسا ديموبولوس على موقع شيردوغ (الإنجليزية)
- فانيسا ديموبولوس على موقع Tapology.com (الإنجليزية)